# Pier Luigi Carafa (1581-1655)
Pier Luigi Carafa (Napoli, 18 luglio 1581 – Roma, 15 febbraio 1655) è stato un cardinale e vescovo cattolico italiano.

## Biografia
Nacque a Napoli il 18 luglio 1581 da Ottavio e Costanza Carafa dei Conti di Policastro.
Fu nominato vescovo di Tricarico il 29 marzo 1624 e destinato contemporaneamente alla nunziatura di Colonia. Si dimise dall'incarico di vescovo di Tricarico l'8 gennaio 1646, che, dopo di lui, fu dato all'omonimo nipote il quale gli succedette alla guida della diocesi fino al 1672.
Papa Innocenzo X lo elevò al rango di cardinale nel concistoro del 6 marzo 1645.
Prese parte al conclave del 1655, che elesse papa Alessandro VII, ma morì durante lo svolgimento il 15 febbraio 1655 all'età di 73 anni. Fu esposto e sepolto nella navata di destra della chiesa del Santissimo Nome di Gesù a Roma.

## Genealogia episcopale e successione apostolica
La genealogia episcopale è:
- Cardinale Guillaume d'Estouteville, O.S.B.Clun.
- Papa Sisto IV
- Papa Giulio II
- Cardinale Raffaele Riario
- Papa Leone X
- Papa Clemente VII
- Cardinale Antonio Sanseverino, O.S.Io.Hieros.
- Cardinale Giovanni Michele Saraceni
- Papa Pio V
- Cardinale Innico d'Avalos d'Aragona, O.S.Iacobi
- Cardinale Scipione Gonzaga
- Patriarca Fabio Biondi
- Papa Urbano VIII
- Cardinale Cosimo de Torres
- Cardinale Pier Luigi Carafa

La successione apostolica è:
- Vescovo Thomas de Grace (1629)
- Vescovo Andrés Aguado de Valdés, O.S.A. (1642)
- Vescovo Pomponio Spreti (1646)
- Vescovo Pier Luigi Carafa, C.R. (1646)
- Vescovo Donato Pascasio, O.S.B.Cel. (1646)
- Vescovo Louis de Fortia-Montréal (1646)
- Vescovo Martino Megale (1646)
- Arcivescovo Giacomo Carafa (1646)
- Vescovo Francesco Antonio Depace (1646)
- Cardinale Federico Sforza (1646)
- Arcivescovo Raphael Levacovich, O.F.M.Obs. (1647)
- Vescovo Simeone de Summis, O.F.M. (1647)
- Vescovo Tommaso Imperato (1647)
- Vescovo Giovanni Ambrogio Bicuti (1647)
- Vescovo Alessandro Masi (1647)
- Arcivescovo Gregorio Carafa, C.R. (1648)
- Vescovo Tommaso d'Aquino, C.R. (1648)
- Vescovo Luigi Branciforte (1648)
- Arcivescovo Paolo Teutonico (1649)
- Vescovo Gian Giacomo Cristoforo (1649)
- Arcivescovo Giuseppe Maria Sanfelice (1650)